# Seznam ulic v Ljubljani
Seznam ljubljanskih ulic, naselij in vasi je abecedni seznam cest, ulic, naselij in vasi v Ljubljani s povezavami na članke po katerih so dobile ime. Leta 2009 je v Ljubljani 1538 cest in ulic. Najvišja hišna številka je 511 na Celovški cesti. 

## A
- Abramova ulica+  (Jože Abram) - zemljevid 2
- Adamičeva ulica+  (Louis Adamič) - zemljevid 2
- Adamič-Lundrovo nabrežje  (Ivan Adamič, Rudolf Lunder) - zemljevid 2
- Agrokombinatska cesta  (Agrokombinat Emona) - zemljevid 2
- Ajdovščina  (Ajdi) - zemljevid 2(po predslovanskih, poganskih bivališčih in grobovih)
- Aleševa ulica+  (domačija) - zemljevid 2
- Alešovčeva ulica  (Jakob Alešovec) - zemljevid 2
- Aličeva ulica+   - zemljevid 2
- Aljaževa ulica  (Jakob Aljaž) - zemljevid 2
- Allendejeva ulica+  (Salvador Allende) - zemljevid 2
- Ambrožev trg  (Mihael Ambrož) - zemljevid 2

- Ameriška ulica
- Andrićeva ulica+  (Ivo Andrić) - zemljevid 2
- Andreaševa ulica+  (Miha Andreaš) - zemljevid 2
- Anžurjeva ulica+   - zemljevid 2
- Apihova ulica+  (Josip Apih) - zemljevid 2
- Argentinski park  (Argentina) - zemljevid 2
- Archinetova ulica+   - zemljevid 2
- Arharjeva cesta+  (Vinko Arhar) - zemljevid 2
- Arkova ulica+  (Jože Arko) - zemljevid 2
- Arničeva ulica+  (Blaž Arnič) - zemljevid 2
- Artačeva ulica+  (Janez Artač) - zemljevid 2
- Aškerčeva cesta  (Anton Aškerc) - zemljevid 2
- Avčinova ulica+  (France Avčin) - zemljevid 2
- Avgustinčičeva ulica+   - zemljevid 2
- Avsečeva ulica+  (Jože Avsec) - zemljevid 2
- Avšičeva cesta+   - zemljevid 2
- Ažbetova ulica+  (Anton Ažbe) - zemljevid 2
- Ažmanova ulica+   - zemljevid 2

## B
- Bajtova ulica+  (Franc Bojan Bajt, Marko Porfirij Bajt) - zemljevid 2
- Balinarska pot+  (Balinanje) - zemljevid 2
- Baragova ulica+  (Friderik Baraga) - zemljevid 2
- Barjanska cesta  (Ljubljansko barje) - zemljevid 2
- Barvarska steza+   - zemljevid 2 (po barvarjih, ki so imeli delavnice na tem območju)
- Bavdkova ulica+  (Martin Bavdek) - zemljevid 2
- Baznikova ulica+   - zemljevid 2
- Bazoviška ulica+  (Bazovica) - zemljevid 2
- Beblerjev trg+  (Aleš Bebler) - zemljevid 2
- Beethovnova ulica+  (Ludwig van Beethoven) - zemljevid 2
- Belačeva ulica+  (Janez Weiss Belač) - zemljevid 2
- Beljaška ulica+  (Beljak) - zemljevid 2
- Belokranjska ulica+  (Bela krajina) - zemljevid 2
- Berčičeva ulica+   - zemljevid 2
- Berčonova pot+  (Janez Berčon) - zemljevid 2
- Berdajsova ulica+  (Rudolf Berdajs) - zemljevid 2

- Bergantova ulica (Fortunat Bergant)
- Bernekerjeva ulica+  (Franc Berneker) - zemljevid 2
- Bernikova ulica+  (Janez Bernik - Črni) - zemljevid 2
- Bevkova cesta+  (France Bevk) - zemljevid 2
- Bezenškova ulica+  (Anton Bezenšek) - zemljevid 2
- Bežigrad  (ulica) - zemljevid 2
- Bičevje+  (Močvirska rastlina) - zemljevid 2 (močvirska rastlina, ki je rasla na tem območju)
- Bijedićeva ulica+  (Džemal Bijedić) - zemljevid 2
- Bilečanska ulica+  (Koncentracijsko taborišče Bileća) - zemljevid 2
- Bistriška ulica+   - zemljevid 2
- Bitenčeva  ulica+   - zemljevid 2
- Bizjakova ulica+  (Anton Bizjak) - zemljevid 2
- Bizjanova  ulica+  (Bizjan, slikar) - zemljevid 2
- Bizovik+  (naselje) - zemljevid 2
- Bizoviška cesta+  (Bizovik) - zemljevid 2
- Blasnikova  ulica+  (Jožef Blaznik) - zemljevid 2
- Blažov breg+   - zemljevid 2
- Blatnica+   - zemljevid 2
- Blažičeva ulica+  (Jože Božo Blažič, Milan Miha Blažič, brata) - zemljevid 2
- Bleiweisova cesta  (Janez Bleiweis) - zemljevid 2
- Bobenčkova ulica+  (Pri bobenčku, gostilna) - zemljevid 2 (po nekdanji gostilni na tem mestu)
- Bobrova ulica+   - zemljevid 2
- Bogišičeva ulica+  (Baldo Bogišić) - zemljevid 2
- Bognarjeva pot+   - zemljevid 2 (po domačiji v bližini)
- Bohinjčeva ulica+  (Peter Bohinjec) - zemljevid 2
- Bohoričeva ulica+  (Adam Bohorič) - zemljevid 2
- Bokalova ulica+  (Franc Bokal) - zemljevid 2
- Boletova ulica+  (Vojko Bole) - zemljevid 2
- Bolgarska ulica+  (Bolgarija) - zemljevid 2
- Borovniška ulica+  (Borovnica (kraj)) - zemljevid 2
- Borsetova ulica+  (Jože Borse) - zemljevid 2
- Borštnikov trg+  (Ignacij Borštnik) - zemljevid 2
- Borutova ulica+  (Knez Borut, Karantanija) - zemljevid 2
- Brajnikova ulica+  (Hinko Brajnik) - zemljevid 2
- Brankova ulica+  (Branko Radičević) - zemljevid 2
- Bratinova ulica+  (Valo Bratina) - zemljevid 2
- Bratislavska cesta+  (Bratislava) - zemljevid 2
- Bratov Čebuljev ulica+  (Alojz Čebulj, Vinko Čebulj, Franc-Tratar Čebulj) - zemljevid 2
- Bratov Jakopičev ulica+  (Andrej Jakopič - Hari, Franc Jakopič) - zemljevid 2
- Bratov Kunovarjev ulica+  (Franc Kunovar, Slavko Kunovar) - zemljevid 2
- Bratovževa ploščad+  (Franc Bratovž - Aco) - zemljevid 2
- Bravničarjeva ulica+  (Matija Bravničar) - zemljevid 2
- Brdnikova ulica+  (gostilna, domačija) - zemljevid 2
- Breg  (breg Ljubljanice) - zemljevid 2
- Bregarjeva ulica+  (Jožef Bregar) - zemljevid 2
- Brejčeva ulica+  (Tomo Brejc - Pavle) - zemljevid 2
- Breznikova ulica+  (Anton Breznik) - zemljevid 2
- Brilejeva ulica+   - zemljevid 2
- Brnčičeva ulica   - zemljevid 2
- Brodarjev trg   - zemljevid 2
- Brodska cesta+  (Brod, naselje) - zemljevid 2
- Burnikova ulica+  (Matevž Burnik - Matko) - zemljevid 2

## C
- Cankarjeva cesta  (Ivan Cankar) - zemljevid 2
- Cankarjevo nabrežje+  (Ivan Cankar) - zemljevid 2
- Cankarjev vrh  (Ivan Cankar) - zemljevid 2
- Carja Dušana ulica+  (srbski srednjeveški car Dušan, Srbi, Srednji vek) - zemljevid 2
- Celarčeva ulica+  (Janez Celarc) - zemljevid 2
- Celestinova ulica+   - zemljevid 2
- Celjska ulica+  (Celje) - zemljevid 2
- Celovška cesta  (Celovec) - zemljevid 2
- Cerkniška ulica+  (Cerknica) - zemljevid 2
- Cerkova ulica+  (Josip Cerk) - zemljevid 2
- Cerutova ulica+  (Silvester Cerut) - zemljevid 2
- Cesta Andreja Bitenca+  (Andrej Bitenc) - zemljevid 2
- Cesta Ceneta Štuparja  (Cene Štupar) - zemljevid 2
- Cesta Cirila Košmana+  (Ciril Košman) - zemljevid 2
- Cesta Dolomitskega odreda+  (Dolomitski odred) - zemljevid 2
- Cesta dveh cesarjev  ([[po pavilijonu, ki je postavljen na mestu, kjer sta se leta 1821 ob kongresu srečala dva cesarja]]) - zemljevid 2
- Cesta Ljubljanske brigade  (Ljubljanska brigada) - zemljevid 2
- Cesta na Bellevue+  (Bellevue, Ljubljana) - zemljevid 2
- Cesta na Bokalce  (Bokalce) - zemljevid 2
- Cesta na Brdo   - zemljevid 2
- Cesta na Brinovec+   - zemljevid 2
- Cesta na Brod+   - zemljevid 2
- Cesta na Ježah+   - zemljevid 2
- Cesta na Kljus+   - zemljevid 2
- Cesta na Kope+   - zemljevid 2
- Cesta na Laze+   - zemljevid 2
- Cesta na Loko+   - zemljevid 2
- Cesta na Mesarico+   - zemljevid 2
- Cesta na Obrije+   - zemljevid 2
- Cesta na Ožare+   - zemljevid 2
- Cesta na Poljane+   - zemljevid 2
- Cesta na Prevoje+   - zemljevid 2
- Cesta na Rožnik+  (Rožnik) - zemljevid 2
- Cesta na Urh+   - zemljevid 2
- Cesta na Vrhovce+   - zemljevid 2
- Cesta slovenskih kmečkih uporov+   - zemljevid 2
- Cesta španskih borcev+  (Španski borci) - zemljevid 2
- Cesta Urške Zatlerjeve+   - zemljevid 2
- Cesta v Dvor+   - zemljevid 2
- Cesta v Gorice+   - zemljevid 2
- Cesta v Hrastje+   - zemljevid 2
- Cesta v hrib+   - zemljevid 2
- Cesta v Kleče+   - zemljevid 2
- Cesta v Kostanj+   - zemljevid 2
- Cesta v Kresnice+   - zemljevid 2
- Cesta v Legarico+   - zemljevid 2
- Cesta v Mestni log   - zemljevid 2
- Cesta v Pesale+   - zemljevid 2
- Cesta v Podboršt+   - zemljevid 2
- Cesta v Prod+   - zemljevid 2
- Cesta v Rožno dolino+   - zemljevid 2
- Cesta vstaje+   - zemljevid 2
- Cesta v Šmartno+   - zemljevid 2
- Cesta v Zajčjo dobravo+   - zemljevid 2
- Cesta v Zeleni log+   - zemljevid 2
- Cesta v Zgornji log+   - zemljevid 2
- Cesta 27. aprila  (OF) - zemljevid 2
- Cesta 24. junija+   - zemljevid 2
- Cesta 13. julija+   - zemljevid 2
- Cesta 30. avgusta   - zemljevid 2
- Cesta 25 talcev+   - zemljevid 2
- Cesta II. grupe odredov+   - zemljevid 2
- Cigaletova ulica  (Janez Cigale) - zemljevid 2
- Ciglerjeva ulica+  (Janez Cigler) - zemljevid 2
- Cilenškova ulica+  (Martin Cilenšek) - zemljevid 2
- Cimpermanova ulica+  (Josip Cimperman) - zemljevid 2
- Ciril-Metodov trg+  (svetnik, Ciril in Metod) - zemljevid 2
- Cizejeva ulica+  (Fortunat Cizej - Nande) - zemljevid 2
- Clevelandska ulica+  (Cleveland) - zemljevid 2
- Cojzova cesta  (Žiga Zois) - zemljevid 2
- Colnarjeva ulica+   - zemljevid 2
- Cvetlična pot+   - zemljevid 2

## Č
- Čampova ulica+  (Avgustin Čampa) - zemljevid 2
- Čanzekova ulica+   - zemljevid 2
- Čargova ulica+  (Ivan Čargo) - zemljevid 2
- Čebelarska ulica+  (čebelarstvo) - zemljevid 2
- Čehova ulica+   - zemljevid 2
- Čemazarjeva ulica+   - zemljevid 2
- Čengdujska cesta  (Čengdu) - zemljevid 2
- Čepelnikova ulica+  (Franc Čepelnik - Mirko) - zemljevid 2
- Čepovanska ulica+  (Čepovan) - zemljevid 2
- Čerinova ulica  (brata, Franc-Šturm Čerin, Tone Čerin) - zemljevid 2
- Černetova ulica  (Valentin Černe) - zemljevid 2

- Černigojeva ulica
- Černivčeva ulica+   - zemljevid 2
- Červanova ulica+   - zemljevid 2
- Česnikova ulica+  (Milan Česnik) - zemljevid 2
- Češnjica   - zemljevid 2
- Čevljarska ulica  (čevljarstvo) - zemljevid 2
- Čizmanova ulica+   - zemljevid 2
- Čopova ulica  (Matija Čop, prej Slonova ulica) - zemljevid 2
- Črna pot+   - zemljevid 2
- Črna vas+   - zemljevid 2
- Črnuška cesta+  (Črnuče) - zemljevid 2
- Črtomirova ulica+  ([[po Prešernovem junaku Krsta pri Savici]]) - zemljevid 2
- Čučkova ulica+   - zemljevid 2
- Čufarjeva ulica  (Tone Čufar) - zemljevid 2

## D
- Dajnkova ulica
- Dalmatinova ulica (Jurij Dalmatin)
- Danile Kumarjeve ulica
- Dečkova ulica (Ivan Dečko)
- Dečmanova ulica
- Delakova ulica
- Delavska ulica
- Demšarjeva cesta (Janez Demšar)
- Derčeva ulica
- Dergančeva ulica
- Dergomaška ulica
- Dermotova ulica
- Detelova ulica
- Devinska ulica (Devin)
- Devova ulica
- Dimičeva ulica
- Divjakova ulica
- Djakovićeva cesta
- Dobrdobska ulica
- Dobrajčeva ulica
- Dobrunjska cesta
- Dolenjska cesta
- Dolgi breg
- Dolgi most
- Dolgo brdo+   - zemljevid 2
- Dolharjeva ulica
- Dolinarjeva ulica
- Dolinškova ulica
- Dolničarjeva ulica
- Dolniška cesta
- Dolomitska ulica
- Do proge
- Drabosnjakova ulica
- Draga
- Draveljska ulica
- Dravska ulica
- Dražgoška ulica
- Drenikova ulica
- Drenikov vrh (po domačiji)
- Društvena ulica (po stavbenem društvu, ki je tu zgradilo prve hiše)
- Dvojna ulica
- Dunajska cesta (Dunaj; v obdobju Jugoslavije Titova cesta)
- Dvor   - zemljevid 2
- Dvorni trg
- Dvoržakova ulica
- Džamijska ulica

## E
- Einspielerjeva ulica
- Eipprova ulica
- Ellerjeva ulica
- Emonska cesta
- Endliherjeva ulica
- Erbežnikova ulica (brata Erbežnik: Alojz Erbežnik, Matevž Erbežnik)
- Erjavčeva cesta

## F
- Fajfarjeva ulica
- Fani Grumove ulica
- Fabianijeva ulica
- Ferberjeva ulica
- Filipičeva ulica (brat in sestra: Rožca Filipič Sagadin in Bojmir Filipič)
- Finžgarjeva ulica
- Flajšmanova ulica
- Flandrova ulica
- Försterjeva ulica
- Franketova ulica
- Frankopanska ulica
- Frenkova pot
- Freyerjeva ulica
- Friškovec
- Funtkova ulica
- Fužinska cesta

## G
- Gabrov trg
- Gabrje pri Jančah+   - zemljevid 2
- Gabrščkova ulica
- Gača
- Galičeva ulica
- Galjevica
- Gallusovo nabrezje
- Gameljska cesta
- Gasilska cesta
- Gasparijeva ulica
- Gašperšičeva ulica
- Gerberjevo stopnišče
- Gerbičeva ulica
- Gestrinova ulica
- Glavarjeva ulica
- Gledališka pasaža
- Gledališka stolba
- Glinška ulica
- Glinškova ploščad
- Globočnikova ulica
- Glonarjeva ulica
- Gmajnice
- Godeževa ulica
- Gogalova ulica
- Gola Loka
- Golarjeva ulica
- Goljarjeva pot
- Golouhova ulica
- Gorazdova ulica
- Goriška ulica
- Gorjančeva ulica
- Gorjupova ulica
- Gorkičeva ulica
- Gornji Rudnik I
- Gornji Rudnik II
- Gornji Rudnik III
- Gornji Rudnik IV
- Gornji trg
- Goropečnikova ulica
- Gortanova ulica
- Gosarjeva ulica
- Gospodinjska ulica
- Gosposka ulica
- Gosposvetska cesta
- Gotska ulica
- Govekarjeva ulica
- Gozdna pot
- Grablovičeva ulica
- Gradaška ulica
- Gradišče
- Gradnikova ulica
- Grafenauerjeva ulica
- Grajska planota
- Grajski drevored
- Grajzerjeva ulica
- Gramozna pot
- Grampovčanova ulica
- Grassellijeva ulica
- Gregorčičeva ulica
- Gregorinova ulica
- Grič
- Grintovška ulica
- Grobeljca
- Grobeijska pot
- Groharjeva cesta
- Grosljeva ulica
- Groznikova ulica
- Grško
- Gruberjevo nabrežje
- Grudnova ulica
- Grudnovo nabrežje
- Gubčeva ulica
- Gunceljska cesta
- Gostinčarjeva ulica

## H
- Hacetova ulica
- Hacquetova ulica
- Hafnerjeva ulica
- Hajdrihova ulica
- Herbersteinova ulica
- Hladilniška pot
- Hladnikova cesta
- Hlebčeva ulica
- Hodoščkova ulica
- Hotimirova ulica
- Hradeckega cesta
- Hranilniška ulica
- Hrastovec
- Hrenova ulica
- Hribarjevo nabrežje
- Hribernikova ulica
- Hribovška pot
- Hruševska cesta
- Hrvatski trg (nekoč Trg sv. Petra)
- Hubadova ulica
- Hudourniška pot
- Hudovernikova ulica

## I
- Idrijska ulica+  (Idrija) - zemljevid 2
- Igriška ulica+   - zemljevid 2
- Ilešičeva ulica+  (Ilešič) - zemljevid 2
- Ilirska ulica  (Ilirija) - zemljevid 2
- Ilovški štradon+   - zemljevid 2
- Industrijska cesta+  (Industrija) - zemljevid 2
- Ipavčeva ulica+  (Jože Ipavec) - zemljevid 2
- Izletniška ulica+  (Izletnik) - zemljevid 2
- Ižanska cesta  (Ig) - zemljevid 2

## J
- Jadranska ulica
- Jakčeva ulica
- Jakijeva ulica
- Jakopičeva ulica
- Jakopičev drevored
- Jakopičevo sprehajališče
- Jakšičeva ulica
- Jalnova ulica
- Jamnikarjeva ulica
- Jamova cesta
- Janežičeva cesta
- Janova ulica
- Janševa ulica
- Japljeva ulica
- Jarčeva ulica
- Jarnikova ulica
- Jarše
- Jarška cesta
- Javorjev drevored
- Javorškova ulica
- Jazbečeva pot
- Jelovškova ulica
- Jenkova ulica
- Jerajeva ulica
- Jerančičeva ulica
- Jeranova ulica
- Jesenkova ulica
- Jesihov štradon
- Jezerska ulica
- Ježa
- Ježica
- Jurčeva ulica
- Jurčičev trg (Josip Jurčič)
- Jurčkova cesta
- Justinova ulica
- Juvanova ulica

## K
- Kadilnikova ulica
- Kajakaška cesta
- Kajuhova ulica
- Kalingerjeva ulica
- Kalinova ulica
- Kališnikov trg
- Kaminova ulica
- Kamniška ulica
- Kamnogoriška cesta
- Kamnoseška ulica
- Kančeva ulica
- Kantetova ulica
- Kapiteljska ulica
- Kapusova ulica
- Kardeljeva ploščad
- Karingerjeva ulica
- Karlovška cesta
- Karunova ulica
- Kastelčeva ulica
- Kašeljska cesta
- Katreževa pot
- Kavadarska cesta
- Kavčičeva ulica
- Kavškova ulica
- Kebetova ulica
- Kekčeva ulica
- Kermaunerjeva ulica
- Kernova cesta (Jože Kern)
- Kersnikova ulica
- Kerševanova ulica
- Keržičeva ulica
- Kettejeva ulica
- Kikljeva ulica
- Kladezna ulica
- Klančarjeva ulica
- Kleče
- Klemenčičeva ulica
- Klemenova ulica
- Kleparska steza
- Ključavničarska ulica
- Klopčičeva ulica
- Klunova ulica
- Kmečka pot
- Knafljev prehod
- Kneza Koclja ulica
- Knezova ulica
- Knezov štradon
- Knobleharjeva ulica (Ignacij Knoblehar)
- Koblarjeva ulica
- Kobetova ulica
- Kocenova ulica
- Kocjanova ulica
- Kočenska ulica
- Kodrova ulica
- Kogejeva ulica
- Kogojeva ulica
- Kogovškova ulica
- Kokalševa ulica
- Kolajbova ulica
- Kolarjeva ulica
- Kolesarska pot
- Koleševa ulica
- Kolezijska ulica
- Kolinska ulica
- Kolmanova ulica
- Kolodvorska ulica
- Komacova ulica
- Komanova ulica
- Komenskega ulica
- Kongresni trg
- Kopališka ulica
- Kopitarjeva ulica
- Kopna pot
- Koprska ulica
- Korenčanova ulica
- Koreninova ulica
- Koroška ulica
- Korotanska ulica
- Korytkova ulica
- Kosančeva ulica
- Koseskega ulica
- Koseška cesta
- Kosijeva ulica
- Kosmačeva ulica
- Kosova ulica
- Kosovelova ulica
- Koščeva ulica
- Koširjeva ulica
- Kotnikova ulica
- Kovačeva ulica
- Kovaška ulica
- Kovinarska ulica
- Kozarska cesta
- Kozinova ulica
- Kozlarjeva pot
- Koželjeva ulica
- Krakovska ulica
- Krakovski nasip
- Kraljeva ulica
- Kranerjeva ulica
- Kranjčeva ulica
- Kraška ulica
- Kratka pot
- Kratka steza
- K reaktorju
- Kregarjeva ulica
- Krekov trg
- Kreljeva ulica
- Kremžarjeva ulica
- Krimska ulica
- Kristanova ulica
- Krištofova ulica
- Kriva pot
- Krivec
- Križevniška ulica
- Križevniska ulica
- Križna ulica
- Krmeljeva ulica
- Krmčeva ulica
- Krojaška ulica
- Kropova ulica
- Krošljeva ulica
- Krovska ulica
- Krožna pot
- Krvinova ulica
- Kržičeva ulica
- Kudrova ulica
- Kuhljeva cesta
- Kumanovska ulica
- Kumerdejeva ulica
- Kumrovška ulica
- Kunaverjeva ulica
- Kurilniška ulica
- Kurirska ulica
- Kusoldova ulica
- Kušarjeva ulica
- Kuštrinova ulica
- Kuzeletova ulica
- Kuzmičeva ulica (Mikloš in Štefan Küzmič)
- Kvedrova cesta

## L
- Lahova pot
- Laknerjeva ulica
- Lakotence
- Lambergarjeva ulica
- Lampetova ulica
- Lamutova ulica
- Langusova ulica
- Lavričeva ulica
- Layerjeva ulica
- Lazarjeva ulica
- Ledarska ulica
- Legatova ulica
- Lemeževa ulica
- Lepi pot
- Lepodvorska ulica
- Leskoškova cesta
- Letališka cesta (v okolici bivšega ljubljanskega letališča)
- Levarjeva ulica
- Levčeva ulica (Fran Levec)
- Levičnikova ulica
- Levstikova ulica
- Levstikov trg (Fran Levstik)
- Likozarjeva ulica
- Linhartova cesta, Ljubljana
- Linhartov podhod
- Lipahova ulica
- Lipičeva ulica
- Litijska cesta
- Litostrojska cesta (Litostroj)
- Livada
- Livarska ulica
- Ljubeljska ulica, Ljubljana
- Ljubljanska obvoznica
- Ločnikarjeva ulica
- Lončarska steza
- Lotričeva ulica
- Lovrenčičeva ulica
- Lovska ulica
- Lovšetova ulica
- Ložarjeva ulica
- Lubejeva ulica
- Luize Pesjakove ulica
- Lunačkova ulica
- Lužiško-srbska ulica

## M
- Mačja steza
- Mačkova ulica
- Mačkov kot
- Magajnova ulica
- Magistrova ulica
- Maistrova ulica
- Maistrov park
- Majaronova ulica (Danilo Majaron)
- Majde Šilčeve ulica
- Majde Vrhovnikove ulica
- Majorja Lavriča ulica
- Makucova ulica
- Mala čolnarska ulica
- Mala ulica
- Mala vas
- Malejeva ulica
- Malenškova ulica
- Maleševa ulica (Miha Maleš)
- Malgajeva ulica (Franjo Malgaj)
- Mali štradon
- Mali trg
- Malnarjeva ulica
- Malova ulica
- Marčenkova ulica
- Marentičeva ulica
- Mariborska ulica
- Marice Kovačeve ulica
- Marincljeva ulica
- Marinovševa cesta
- Marjekova pot
- Maroltova ulica
- Martina Krpana ulica
- Martinčeva ulica
- Martinova pot
- Martinova ulica
- Marušičeva ulica
- Masarykova cesta
- Mašera-Spasičeva ulica (Sergej Mašera)
- Matjanova pot
- Matjaževa ulica
- Maurerjeva ulica
- Mazijeva ulica
- Mazovčeva pot
- Medarska ulica
- Medenska cesta
- Med hmeljniki
- Medno
- Medvedova cesta
- Medveščkova ulica
- Mekinčeva ulica
- Melikova ulica (Anton Melik)
- Menardova ulica
- Mencingerjeva ulica
- Merčnikova ulica
- Merosodna ulica
- Mesarska cesta
- Mesesnelova ulica
- Mestni trg
- Meškova ulica
- Metelkova ulica
- Metliška ulica
- Miheličeva cesta
- Mihov štradon
- Miklavčeva ulica
- Miklošičeva cesta
- Miklošičev park
- Mikuževa ulica
- Milčetova pot
- Milčinskega ulica
- Mire Lenardičeve ulica
- Mirje
- Mirna pot
- Mislejeva ulica
- Mivka
- Mizarska pot
- Mladinska ulica
- Mlake
- Mlinska pot
- Močilnikarjeva ulica
- Močnikova ulica
- Mokrška ulica
- Molekova
- Moškričeva ulica
- Motnica
- Mrharjeva ulica (Stane Mrhar)
- Mrzelova ulica
- Mucherjeva ulica
- Murkova ulica
- Murnikova ulica
- Murnova ulica
- Muzejska ulica

## N
- Na brežini
- Na cvetači
- Na delih
- Nade Ovčakove ulica
- Nadgoriška cesta
- Na dolih
- Na gaju
- Na gmajni
- Nagodetova ulica
- Na griču
- Na Herši
- Nahlikova ulica
- Nahtigalova ulica
- Na Jami
- Na klančku
- Na Korošici
- Nanoška ulica
- Na Palcah
- Na peči
- Na požaru
- Na produ
- Na Rojah
- Nasperska pot
- Na Stolbi
- Na Straški vrh
- Na tezi
- Na Trati
- Nazorjeva ulica
- Na Žalah
- Nebotičnikov prehod
- Nedohova ulica
- Neubergerjeva ulica
- Njegoševa cesta
- Nova ulica
- Novakova pot
- Novakova ulica
- Nove Fužine
- Novinarska ulica
- Novi trg
- Novo naselje
- Novo Polje, cesta I+   - zemljevid 2
- Novo Polje, cesta II+   - zemljevid 2
- Novo Polje, cesta III+   - zemljevid 2
- Novo Polje, cesta IV+   - zemljevid 2
- Novo Polje, cesta V+   - zemljevid 2
- Novo Polje, cesta VI+   - zemljevid 2
- Novo Polje, cesta VII+   - zemljevid 2
- Novo Polje, cesta VIII+   - zemljevid 2
- Novo Polje, cesta IX+   - zemljevid 2
- Novo Polje, cesta X+   - zemljevid 2
- Novo Polje, cesta XI+   - zemljevid 2
- Novo Polje, cesta XII+   - zemljevid 2
- Novo Polje, cesta XIII+   - zemljevid 2
- Novo Polje, cesta XIV+   - zemljevid 2
- Novo Polje, cesta XV+   - zemljevid 2
- Novo Polje, cesta XVI+   - zemljevid 2
- Novo Polje, cesta XVII+   - zemljevid 2
- Novo Polje, cesta XVIII+   - zemljevid 2
- Novo Polje, cesta XIX+   - zemljevid 2
- Novo Polje, cesta XXI+   - zemljevid 2
- Novo Polje, cesta XXIII+   - zemljevid 2
- Novosadska ulica+  (Novi Sad) - zemljevid 2
- Nusdorferjeva ulica

## O
- Ob daljnovodu
- Ob dolenjski železnici
- Obirska ulica
- Ob kamniški progi
- Ob Ljubljanici
- Ob Mejašu
- Ob potoku
- Ob pristanu
- Obrežna steza
- Obrije
- Ob Savi
- Ob sotočju
- Ob studencu
- Obvozna cesta (Nemška cesta)
- Ob zdravstvenem domu
- Ob Zeleni jami
- Ob zelenici
- Ob žici
- Ocvirkova ulica
- Očetovska ul.?
- Ogrinčeva ulica
- Okiškega ulica
- Okrogarjeva ulica
- Omahnova ulica
- Omejčeva ulica
- Omersova ulica
- Opekarska cesta
- Oražnova ulica
- Orlova ulica
- Osenjakova ulica
- Oslavijska ulica
- Osojna pot
- Osojna steza
- Osterčeva ulica
- Ovčakova ulica
- Ovinki

## P
- Pahorjeva ulica
- Palmejeva ulica
- Papirniška pot
- Papirniški trg
- Park Arturo Toscanini
- Park Tabor
- Parmova ulica (Viktor Parma)
- Parmska cesta
- Partizanska ulica
- Pance+   - zemljevid 2
- Pasterkova pot
- Pavlovčeva ulica
- Pavšičeva ulica
- Pesarjeva ulica
- Pečinska ulica
- Pečnik
- Pečnikova ulica
- Pegamova ulica
- Perčeva ulica
- Peričeva ulica
- Periška cesta
- Perkova ulica
- Persinova cesta
- Peruzzijeva ulica
- Pesarska cesta
- Peske
- Pestotnikova ulica
- Peščena pot
- Peternelova ulica
- Petkova ulica
- Petkovškovo nabrežje (Jožef Petkovšek)
- Petrčeva ulica
- Petričeva ulica
- Petrovičeva ulica
- Pilonova ulica
- Pionirska pot
- Pipanova pot
- Pirnatova ulica (Nikolaj Pirnat)
- Pivovarniška ulica
- Planinska cesta
- Planinškova ulica
- Plečnikov podhod
- Plečnikov trg (Jože Plečnik)
- Plemljeva ulica
- Plešičeva ulica
- Pleteršnikova ulica (Maks Pleteršnik)
- Plevančeva ulica
- Pločanska ulica
- Pod akacijami
- Pod bregom
- Pod bresti
- Pod brezami
- Pod bukvami
- Pod Debenijm vrhom
- Podgorica
- Podgornikova ulica
- Podgorska cesta
- Pod gozdom
- Pod Gričem
- Podhod Ajdovščina
- Podhod Maximarket
- Pod hrasti
- Pod hribom
- Pod hruško
- Pod jelšami
- Pod jezom
- Pod ježami
- Podjunska ulica
- Pod Kamno gorico
- Pod klancem
- Pod kostanji
- Podlimbarskega ulica (Fran Maselj - Podlimbarski)
- Pod lipami
- Podlipoglav
- Podmilščakova ulica
- Podrožniška pot
- Podsmreška cesta
- Pod topoli
- Pod Trančo
- Pod turnom
- Podutiška cesta
- Podvozna pot
- Pod vrbami
- Pogačarjev trg
- Pohlinova ulica
- Poklukarjeva ulica
- Pokopališka ulica
- Polakova ulica
- Polanškova ulica
- Poljanska cesta
- Poljanski nasip
- Polje   - zemljevid 2
- Polje, cesta V+   - zemljevid 2
- Polje, cesta VI+   - zemljevid 2
- Polje, cesta VIII+   - zemljevid 2
- Polje, cesta X+   - zemljevid 2
- Polje, cesta XII+   - zemljevid 2
- Polje, cesta XIV+   - zemljevid 2
- Polje, cesta XVI+   - zemljevid 2
- Polje, cesta XVIII+   - zemljevid 2
- Polje, cesta XVI+   - zemljevid 2
- Polje, cesta XX+   - zemljevid 2
- Polje, cesta XXII+   - zemljevid 2
- Polje, cesta XXIV+   - zemljevid 2
- Polje, cesta XXVI+   - zemljevid 2
- Polje, cesta XXVII+   - zemljevid 2
- Polje, cesta XXX+   - zemljevid 2
- Polje, cesta XXXII+   - zemljevid 2
- Polje, cesta XXXIV+   - zemljevid 2
- Polje, cesta XXXVI+   - zemljevid 2
- Polje, cesta XXXVIII+   - zemljevid 2
- Polje, cesta XL+   - zemljevid 2
- Polje, cesta XLII+   - zemljevid 2
- Polje, cesta XLIV+   - zemljevid 2
- Polje, cesta XLVI+   - zemljevid 2
- Poljedelska ulica
- Poljska pot
- Popovičeva ulica
- Porentova ulica
- Posavskega ulica
- Postojnska ulica
- Pot čez gmajno
- Pot do šole
- Pot Draga Jakopiča
- Pot heroja Trtnika
- Pot ilegalcev
- Pot k igrišču
- Pot k ribniku
- Pot k Savi
- Pot k sejmišču
- Pot k skakalnici
- Pot k studencu
- Pot na Breje
- Pot na Drenikov vrh
- Pot na Fužine
- Pot na Golovec
- Pot na goro
- Pot na Gradišče
- Pot na Grič
- Pot na Hrese
- Pot na Labar
- Pot na mah
- Pot na most
- Pot na Orle
- Pot na Rakovo Jelšo
- Pot na Visoko
- Pot na Zduše
- Potočnikova ulica
- Potokarjeva ulica
- Potrčeva ulica
- Pot sodarjev
- Pot v boršt
- Pot v Lezelj
- Pot v Goričico
- Pot v Hrastovec
- Pot v hribec
- Pot v mejah
- Pot v Mlake
- Pot v Podgorje
- Pot v Smrečje
- Pot v Zeleni gaj
- Pot za Brdom
- Pot za razori
- Povšetova ulica
- Praprotnikova ulica
- Prašnikarjeva ulica
- Pražnikova ulica
- Pražakova ulica
- Prečna ulica
- Predjamska ulica
- Predor pod Gradom
- Preglov trg
- Prekmurska ulica
- Prelčeva ulica
- Prelovčeva ulica
- Preradovičeva ulica
- Preserska ulica
- Presetnikova ulica
- Prešernova cesta  (France Prešeren) - zemljevid 2
- Prešernov trg (France Prešeren)
- Pretnarjeva ulica
- Prežganje+   - zemljevid 2
- Prežihova ulica
- Pribinova ulica
- Pri borštu
- Pri brvi
- Prijateljeva ulica
- Pri malem kamnu
- Primorska ulica
- Pri mostiščarjih
- Primožičeva ulica
- Prinčičeva ulica
- Prisojna ulica
- Prištinska ulica
- Pri velikem kamnu
- Privoz
- Proletarska cesta
- Prule
- Prušnikova ulica
- Prvomajska ulica
- Pržanjska ulica
- Pšatska pot
- Ptujska ulica
- Pugljeva ulica
- Puharjeva ulica
- Puhova ulica
- Puhtejeva ulica
- Pustovrhova ulica
- Puterlejeva ulica
- Putrihova ulica

## R
- Raičeva ulica
- Rakovniška ulica
- Rakuševa ulica
- Ramovševa ulica
- Rašiška ulica
- Ravbarjeva ulica
- Ravnikova ulica
- Razdevškova ulica
- Razgledna steza
- Reber
- Reboljeva ulica
- Rečna ulica
- Redelonghijeva ulica
- Regentova cesta
- Resljeva cesta
- Reška ulica (Reka)
- Rezijanska ulica (Rezija)
- Ribičičeva ulica
- Ribji trg
- Ribniška ulica
- Riharjeva ulica
- Rimska cesta
- Rjava cesta
- Robbova ulica
- Robičeva ulica
- Rocenska ulica
- Rodičeva ulica
- Rojčeva ulica
- Romavhova ulica
- Rosna pot
- Roška cesta
- Rotarjeva ulica
- Rovšnikova ulica
- Rozmanova ulica
- Rožančeva cesta
- Rožanska ulica
- Rožičeva ulica
- Rožna dolina, cesta I+   - zemljevid 2
- Rožna dolina, cesta II+   - zemljevid 2
- Rožna dolina, cesta III+   - zemljevid 2
- Rožna dolina, cesta IV+   - zemljevid 2
- Rožna dolina, cesta V+   - zemljevid 2
- Rožna dolina, cesta VI+   - zemljevid 2
- Rožna dolina, cesta VII+   - zemljevid 2
- Rožna dolina, cesta VIII+   - zemljevid 2
- Rožna dolina, cesta IX+   - zemljevid 2
- Rožna dolina, cesta X+   - zemljevid 2
- Rožna dolina, cesta XI+   - zemljevid 2
- Rožna dolina, cesta XII+   - zemljevid 2
- Rožna dolina, cesta XIII+   - zemljevid 2
- Rožna dolina, cesta XV+   - zemljevid 2
- Rožna dolina, cesta XVII+   - zemljevid 2
- Rožna dolina, cesta XIV+   - zemljevid 2
- Rožna dolina, cesta XIX+   - zemljevid 2
- Rožna dolina, cesta XXI+   - zemljevid 2
- Rožna ulica
- Rudnik I
- Rudnik II
- Rudnik III
- Rudniška pot
- Runkova ulica
- Rusjanov trg
- Ruska ulica
- Rutarjeva ulica

## S
- Sajovčeva ulica
- Salendrova ulica
- Samova ulica
- Saškova ulica
- Sattnerjeva ulica (Hugolin Sattner)
- Saveljska cesta
- Savinškova ulica
- Savlje
- Savska cesta
- Scopolijeva ulica (Giovanni Antonio Scopoli)
- Sedejeva ulica
- Selanov trg
- Selanova ulica
- Seliškarjeva ulica
- Setnikarjeva ulica
- Seunigova ulica
- Simončičeva ulica
- Simonitijeva ulica
- Skapinova ulica
- Sketova ulica
- Skojevska ulica > Zelenova ulica
- Skopčeva ulica
- Skopska ulica
- Skrbinškova ulica
- Slape
- Slapnikova ulica
- Slodnjakova ulica
- Slomškova ulica
- Slovenčeva ulica
- Slovenska cesta
- Smerdujeva ulica
- Smoletova ulica
- Smrekarjeva ulica (Hinko Smrekar)
- Smrtnikova ulica
- Sneberska cesta
- Snebersko nabrežje
- Snežniska ulica
- Snojeva ulica
- Sodarska steza
- Sojerjeva ulica
- Sončna pot
- Sostrska cesta
- Soška ulica
- Soteska
- Soteška pot
- Soussenska ulica (Sousse)
- Sovretova ulica
- Splitska ulica
- Spodnje Gameljne
- Spodnji Rudnik I
- Spodnji Rudnik II
- Spodnji Rudnik III
- Spodnji Rudnik IV
- Spodnji Rudnik V
- Spomeniška pot
- Srebrničeva ulica
- Središka ulica
- Srednja pot
- Stadionska ulica
- Stanežiče
- Staničeva ulica
- Stantetova ulica
- Stara Ježica
- Stara slovenska ulica
- Stare Črnuče
- Staretova ulica
- Stari trg
- Stegne
- Steletova ulica
- Sternadova ulica
- Sternenova ulica
- Stiška ulica
- Stolpniška ulica
- Stoženska ulica
- Stožice
- Stranska pot
- Stražarjeva ulica
- Streliška ulica
- Stritarjeva ulica
- Strmec
- Strmeckijeva ulica
- Strmi pot
- Strniševa cesta
- Strojeva ulica
- Strossmayerjeva ulica
- Strugarska ulica
- Strupijevo nabrežje
- Studenec
- Suhodolčanova ulica (Leopold Suhodolčan)
- Svetčeva ulica (Luka Svetec)
- Svetosavska ulica (Sveti Sava)

## Š
- Šarhova ulica
- Šentjakob
- Šentviška ulica (Šentvid)
- Šercerjeva ulica
- Šerkova ulica (Alfred Šerko)
- Šestova ulica (Osip Šest)
- Šibeniška ulica
- Šifrerjeva ulica
- Šišenska cesta (nekoč Černetova ulica)
- Škerjančeva ulica
- Škerljeva ulica
- Škofova ulica
- Škrabčeva ulica (Stanislav Škrabec)
- Šlajmerjeva ulica
- Šlandrova ulica
- Šlosarjeva ulica
- Šmartinska cesta
- Španova pot
- Športna ulica
- Špruha
- Štajerska cesta
- Štebijeva ulica
- Štefančeva ulica
- Štefanova ulica
- Štembalova ulica
- Štepanjska cesta
- Štepanjsko nabrežje
- Štihova ulica (Bojan Štih)
- Štirnova ulica
- Štrekljeva ulica (Karel Štrekelj)
- Štrukljeva ulica (Marjan Štrukelj - Vasja)
- Študentovska ulica
- Štula
- Štularjeva ulica
- Šturmova ulica
- Šubičeva ulica
- Šumarjeva ulica
- Švabićeva ulica (Stevan Švabić)
- Švarova ulica
- Švegljeva ulica (Franc Švegelj-Budinko)

## T
- Tabor
- Taborska cesta
- Tacenska cesta
- Tavčarjeva ulica (Ivan Tavčar; nekoč Sodna ulica)
- Tbilisijska ulica (Tbilisi)
- Tesarska ulica
- Teslova ulica (Nikola Tesla)
- Tesna ulica
- Tehnološki park
- Tesovnikova ulica
- Thumova ulica
- Tiha ulica
- Tiranova ulica
- Tischlerjeva ulica
- Tisnikarjeva
- Tivolska cesta (Park Tivoli)
- Tkalska ulica
- Tobačna ulica
- Tolminska ulica (Tolmin)
- Tolstojeva ulica
- Tomačevska cesta
- Tomažičeva ulica
- Tomčeva ulica
- Tometova ulica
- Tominškova ulica
- Tomšičeva ulica
- Toplarniška ulica
- Topniška ulica (cesta)
- Tovarniška ulica
- Travniška ulica
- Trbeže
- Trdinova ulica
- Trebinjska ulica
- Trebušakova ulica
- Trg Ajdovščina
- Trg francoske revolucije
- Trg komandanta Staneta
- Trg mladinskih delovnih brigad
- Trg narodnih herojev
- Trg Osvobodilne fronte
- Trg prekomorskih brigad
- Trg republike (nekoč Trg revolucije)
- Trg 9. maja
- Triglavska ulica (Triglav)
- Trinkova ulica
- Trnovčeva ulica
- Trnovska ulica
- Trnovski pristan
- Trpinčeva ulica (Fidelis Terpinc)
- Trstenjakova ulica
- Trtnikova ulica
- Trubarjeva cesta   - zemljevid 2
- Tržaška cesta
- Tržna ulica
- Tugomerjeva ulica
- Turjaška ulica
- Turnerjeva ulica
- Turnsko nabrežje

## U
- Udvančeva ulica
- Ulica aktivistov
- Ulica Andreja Kumarja
- Ulica Ane Ziherlove
- Ulica Angelce Ocepkove
- Ulica Bena Zupančiča
- Ulica borca Petra
- Ulica borcev za severno mejo
- Ulica bratov Babnik
- Ulica bratov Bezlajev
- Ulica bratov Blanc
- Ulica bratov Jančar
- Ulica bratov Knapič
- Ulica bratov Komel
- Ulica bratov Kraljis
- Ulica bratov Martinec
- Ulica bratov Miklič
- Ulica bratov Novak
- Ulica bratov Rozmanov
- Ulica bratov Škofov
- Ulica bratov Tuma
- Ulica bratov Učakar
- Ulica bratov Židan
- Ulica Cankarjeve brigade
- Ulica Dušana Kraigherja
- Ulica Ernesta Kramerja
- Ulica Ferda Kozaka
- Ulica Franca Mlakarja
- Ulica Franca Nebca
- Ulica Francke Jerasove
- Ulica Franja Novaka
- Ulica Franje Koširjeve
- Ulica Goce Delčeva
- Ulica Gradnikove brigade
- Ulica Gubčeve brigade
- Ulica Iga Grudna
- Ulica Ivana Roba
- Ulica Ivane Kobilce
- Ulica Ivanke Kožuh
- Ulica Ivice Pirjevčeve
- Ulica Jana Husa
- Ulica Janeza Pavla II. (nekoč Zrinjskega ulica)
- Ulica Janeza Rožiča
- Ulica Josipine Turnograjske
- Ulica Jožeta Jame
- Ulica Jožeta Japlja
- Ulica Jožeta Mirtiča
- Ulica Juša Kozaka
- Ulica Konrada Babnika
- Ulica Koroškega bataljona
- Ulica Lili Novy
- Ulica Lizike Jančarjeve
- Ulica Lojzeta Spacala
- Ulica Lojzke Štebijeve
- Ulica Lovra Klemenčiča
- Ulica Malči Beličeve
- Ulica Manice Komanove
- Ulica Marije Drakslerjeve
- Ulica Marije Hvaličeve
- Ulica Marije Mlinar
- Ulica Marje Boršnikove
- Ulica Marka Šlajmerja
- Ulica Metoda Mikuža
- Ulica Milana Majcna
- Ulica Milke Kerinove
- Ulica Minke Bobnar
- Ulica Mire Miheličeve
- Ulica Mirka Jurce
- Ulica Mirka Tomšiča
- Ulica Miroslava Turka
- Ulica miru
- Ulica Molniške čete
- Ulica Nade Čamernikove
- Ulica nadgoriških borcev
- Ulica na Grad
- Ulica Olge Mohorjeve
- Ulica padlih borcev
- Ulica Pariške komune
- Ulica Pavle Jeromnove
- Ulica Pohorskega bataljona
- Ulica Polonce Čude
- Ulica pregnancev
- Ulica prvoborcev
- Ulica Rezke Dragarjeve
- Ulica Rezke Klopčič
- Ulica Rozke Usenik
- Ulica Rudolfa Janežiča
- Ulica Staneta Severja
- Ulica stare pravde
- Ulica Štefke Zbašnikove
- Ulica Tomšičeve brigade
- Ulica Tončke Čečeve
- Ulica talcev
- Ulica Vide Janežičeve
- Ulica Vide Pregarčeve
- Ulica v Kokovšek
- Ulica Vladimirja Trampuža
- Ulica Zore Majcnove
- Ulica Zore Ragancinove
- Ulica Žanke Erjavec
- Ulica Željka Tonija
- Ulica 15. aprila
- Ulica 15. maja
- Ulica 28. maja
- Ulica 9. junija
- Ulica 4. julija
- Ulica 24. avgusta
- Ulica 7. septembra
- Uraničeva ulica
- Uršičev štradon
- Usnjarska ulica

## V
- Vagajeva ulica
- Valjavčeva ulica
- Valjhunova ulica
- Valvasorjeva ulica
- Vandotova ulica (Josip Vandot)
- Vaška pot
- Vavpotičeva ulica
- V dolini
- V Dovjež
- Večna pot
- Vegova ulica
- Velebitska ulica
- Velika čolnarska ulica
- Veliki štradon
- Velikovska ulica
- Velnarjeva ulica
- Verdnikova ulica
- Verovškova ulica
- Veršičeva ulica
- Veselova ulica
- Vevška cesta
- Videmska ulica
- Vidergarjeva ulica
- Vidičeva ulica
- Vidmarjeva ulica
- Vidovdanska cesta
- Vilharjeva cesta (Miroslav Vilhar)
- Vinčarjeva ulica
- Vinterca
- Vipavska ulica (Vipava)
- Vipotnikova ulica
- Viška cesta
- Višnjevarjeva ulica
- Vižmarska pot
- V Kladeh
- V Murglah (Murgle)
- Vodmat
- Vodmatska ulica
- Vodmatski trg
- Vodna steza
- Vodnikova cesta (Valentin Vodnik)
- Vodnikovo naselje
- Vodnikov trg (Valentin Vodnik)
- Vodovodna cesta
- Voduškova ulica
- Vogelna ulica
- Vojkova cesta
- Volaričeva ulica
- Volarjev štradon
- Vošnjakova ulica
- Vozna pot na Grad
- Vožarski pot
- Vranja pot
- Vrazov trg
- Vrbovec
- Vregova ulica
- Vrhniška ulica
- Vrhovci, cesta I+   - zemljevid 2
- Vrhovci, cesta II+   - zemljevid 2
- Vrhovci, cesta III+   - zemljevid 2
- Vrhovci, cesta IV+   - zemljevid 2
- Vrhovci, cesta V+   - zemljevid 2
- Vrhovci, cesta VI+   - zemljevid 2
- Vrhovci, cesta VIII+   - zemljevid 2
- Vrhovci, cesta X+   - zemljevid 2
- Vrhovci, cesta XI+   - zemljevid 2
- Vrhovci, cesta XII+   - zemljevid 2
- Vrhovci, cesta XIII+   - zemljevid 2
- Vrhovci, cesta XIV+   - zemljevid 2
- Vrhovci, cesta XV+   - zemljevid 2
- Vrhovci, cesta XVI+   - zemljevid 2
- Vrhovci, cesta XVII+   - zemljevid 2
- Vrhovci, cesta XVIII+   - zemljevid 2
- Vrhovci, cesta XIX+   - zemljevid 2
- Vrhovci, cesta XX+   - zemljevid 2
- Vrhovci, cesta XXI+   - zemljevid 2
- Vrhovci, cesta XXII+   - zemljevid 2
- Vrhovci, cesta XXVI+   - zemljevid 2
- Vrhovci, cesta XXVIII+   - zemljevid 2
- Vrhovci, cesta XXX+   - zemljevid 2
- Vrhovci, cesta XXXII+   - zemljevid 2
- Vrhovčeva ulica
- Vrhovnikova ulica
- V Sige
- Vrščajeva ulica
- Vrtača
- Vrtnarska cesta
- Vrtna ulica
- V Toplice
- Vulčeva ulica
- V Sige
- Vurnikova ulica
- V Varde
- Vzajemna ulica
- V Zalar

## W
- Wolfova ulica   - zemljevid 2

## Z
- Zabretova ulica
- Zadnikarjeva ulica
- Zadobrovška cesta
- Zadružna ulica
- Za garažami
- Za gasilskim domom
- Zagradišče
- Za Gradom
- Zagrebška ulica
- Zajčeva pot
- Zakotnikova ulica
- Za krajem
- Zakrajškova ulica
- Zalaznikova ulica
- Zaletelova ulica
- Zaloška cesta
- Za ograjami
- Za opekarno
- Za partizanskim domom
- Za progo
- Zapuška cesta
- Zarnikova ulica (Valentin Zarnik)
- Zasavska cesta
- Zatišje
- Za vasjo
- Zavetiška ulica
- Zavoglje
- Završje
- Zbašnikova ulica
- Zdešarjeva cesta
- Zelenova ulica
- Zelena pot
- Zeljarska ulica
- Zemljemerska ulica
- Zevnikova ulica
- Zgornja Besnica
- Zgornje Gameljne
- Ziherlova ulica (Boris Ziherl)
- Ziljska ulica
- Zlatek
- Znamenjska ulica
- Zofke Kvedrove ulica (Zofka Kveder)
- Zoisova cesta
- Zoletova ulica
- Zrinjskega ulica (zdaj Ulica Janeza Pavla II.)
- Zupanova ulica
- Zvezda
- Zvezdarska ulica - Gabriel Gruber je imel tam observatorij.
- Zvezna ulica
- Zvonarska ulica

## Ž
- Žabarjeva ulica
- Žabja ulica
- Žabjak
- Žalska ulica
- Žaucerjeva ulica
- Žeje
- Železna cesta
- Železnikarjeva ulica (France Železnikar)
- Žerjalova ulica
- Žerjavček
- Žibertova ulica
- Židankova ulica
- Židovska steza
- Židovska ulica
- Žigonova ulica
- Živaličeva ulica (Franc Živalič)
- Živinozdravska ulica
- Žolgerjeva ulica (Ivan Žolger)
- Žorgova ulica
- Župančičeva ulica (Oton Župančič)